# Astragalus ervoides
Astragalus ervoides är en ärtväxtart som beskrevs av William Jackson Hooker och George Arnott Walker Arnott. Astragalus ervoides ingår i släktet vedlar, och familjen ärtväxter.

## Underarter
Arten delas in i följande underarter:
- A. e. ervoides
- A. e. maysillesii